# John Pethica
John Pethica Kt, FRS (1953) é um físico britânico. É conhecido por seu trabalho em nanoindentação e por suas contribuições ao desenvolvimento do microscópio de força atômica.